# Igor Milanović
Igor Milanović, serbisk kyrilliska Игор Милановић, född 18 december 1965 i Belgrad, är en serbisk vattenpolotränare och före detta jugoslavisk vattenpolospelare. Han vann OS-guld 1984 och 1988 med Jugoslaviens landslag. Han är tränare för Pro Recco sedan 2014.
Milanović gjorde sex mål i den olympiska vattenpoloturneringen i Los Angeles. Han var 18 år gammal då han tog OS-guld för första gången med det jugoslaviska landslaget. I Seoul tog han OS-guld på nytt. Hans målsaldo i turneringen var sexton mål, varav två i OS-finalen mot USA som Jugoslavien vann med 9–7. I den olympiska vattenpoloturneringen i Atlanta gjorde han två mål. I Atlanta var Milanović fanbärare för FR Jugoslavien.
Milanović tog VM-guld för Jugoslavien i samband med världsmästerskapen i simsport 1986 i Madrid och 1991 i Perth.
Milanović blev invald i The International Swimming Hall of Fame 2006. Han tränade VK Partizan 2009–2014 och skrev sedan kontrakt med det italienska laget Pro Recco.